# Unidad Militar de Emergencias

Wappen der Unidad Militar de Emergencias

Die Unidad Militar de Emergencias (UME) (spanisch für: Militärische Nothilfeeinheit) ist ein Teil der Spanischen Streitkräfte. In ihr dienen rund 4.000 Berufssoldaten.

## Auftrag
Ziel und Aufgabe der Einheit ist es schnell und effektiv in ganz Spanien bei (Natur-)Katastrophen oder vergleichbaren Situationen einzugreifen, bei denen eine Gefahr für die öffentliche Sicherheit und Ordnung besteht. Die Angehörigen der Einheit sind speziell für Rettungseinsätze ausgebildet, insbesondere im Sanitätswesen, im Einsatz zur Bekämpfung von Waldbränden, Überschwemmungen, Erdrutschen, Lawinenabgängen oder auch bei Katastrophen technisch-biologisch-medizinischer Art, wie z. B. Chemieunfällen oder Seuchen. Gesetzliche Grundlage zur Gründung der UME ist die Übereinkunft des spanischen Ministerrates vom 7. Oktober 2005.

## Ausrüstung

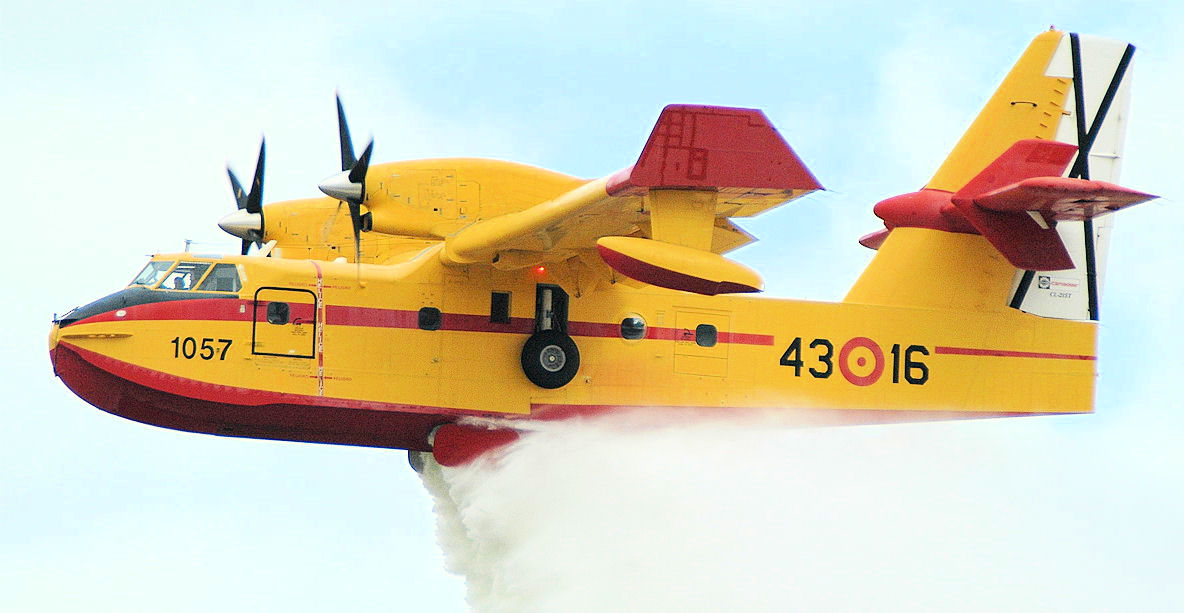
Löschflugzeug Canadair CL-215T der spanischen Streitkräfte

Löschflugzeuge (den spanischen Luftstreitkräften zugeteilt, von der UME betrieben)
- Canadair CL-215: 14
- Canadair CL-415: 3 (7 weitere im Zulauf)

Hubschrauber (den Heeresfliegern (FAMET) zugeteilt, von der UME betrieben)
- Eurocopter EC 135: 4
- AS 532 Cougar: 4 (bestellt)

Darüber hinaus:
- Feuerwehrfahrzeuge
- Amphibienfahrzeuge
- Verschiedene Rad- und Kettenfahrzeuge, Schneeraupen
- ABC-Schutz und Abwehr
- Rettungshunde
- Wasseraufbereitungsanlagen
- Schlauchboote

## Stützpunkte
Die UME verfügt über sieben Standorte, welche über ganz Spanien verteilt sind.
- Madrid
- León
- Saragossa
- Valencia
- Sevilla
- Teneriffa
- Las Palmas